# Расизаде, Алирза Абдуллаевич
Алирза́ Абдулла́евич Расизаде́ (азерб. Əlirza Rasizadə, 1884—1923) — азербайджанский просветитель и памфлетист начала XX века. Революционер и активный участник советизации Закавказья, комиссар Азревкома в Нахичевани. Народный комиссар просвещения Нахичеванской АССР (1920). Член АзЦИК (1921—1923) и государственный деятель Азербайджанской ССР. Брат азербайджанского поэта и драматурга Гусейна Джавида Расизаде.

## Ранние годы
Алирза Расизаде родился в 1884 году в городе Нахичевань-на-Араксе в семье исламского священнослужителя Абдуллы Раси-заде (первого носителя этой фамилии). В 1877 году гаджи-молла Абдулла переехал из родного селения Шахтахты в город Нахичевань, где у него родились трое сыновей — основателей известного нахичеванского рода Расизаде, давшего Азербайджану ряд выдающихся деятелей, в том числе великого драматурга Гусейна Джавида и премьер-министра Артура Расизаде. Алирза был младшим из трёх братьев, которые отождествлялись в азербайджанской литературе как с тремя направлениями развития общественно-политической мысли, так и с тремя течениями в эволюции национальной культуры, поскольку старший из них (шейх Мухаммед) получил персидское образование в Тегеране, средний (Гусейн-Джавид) — турецкое в Константинополе, а младший (Алирза) — русское в Горийской семинарии, что и предопределило их мировоззрение. Соответственно сложились и сложные взаимоотношения этих братьев, представлявших собою три классовые идеологии в азербайджанском обществе начала XX века: исламское духовенство (шейх Мухаммед), национальную буржуазию (Гусейн Джавид) и борьбу за социальную справедливость (Алирза Расизаде).
В Нахичевани учителем Алирзы (в прямом и переносном смысле этого слова) был выдающийся азербайджанский сатирик Джалил Мамедкули-заде, который научил его на конкретных примерах окружающей действительности критически воспринимать устоявшиеся исламские традиции, обычаи и образ жизни, господствовавшие в тогдашнем азербайджанском обществе. В то время как Алирза, под влиянием Мамедкули-заде, подвергал критике устройство и понятия окружающего мусульманского общества, его братья, отучившиеся в Персии и Турции, пошли иным путём. Шейх Мухаммед, получивший теологическое образование в Тегеране, возглавил местную мусульманскую общину, а Гусейн Джавид, получивший литературное образование в Константинополе, проповедовал в своих произведениях идеи панисламизма и пантюркизма. Это не могло не приводить к постоянным идеологическим стычкам, словесным перепалкам и раздорам в отцовском доме, а в итоге к отчуждённости между тремя братьями Расизаде. Алирза обличал мракобесие и мусульманщину, в то время, как его родной брат возглавлял мусульманскую общину, и призывал к европеизации через русскую культуру, в то время как другой его брат воспевал идеи панисламизма и пантюркизма.
По совету Мамедкули-заде (который сам окончил её в 1887 году), Алирза поступил в 1900 году в Закавказскую учительскую семинарию в грузинском городе Гори, которую закончил в 1905 году. В этом специализированном для местных народов государственном учебном заведении Российской империи, действовавшем с 1876 по 1917 год, основное внимание уделялось изучению русского языка, истории и литературы, европейской культуры, христианской цивилизации, классической мировой литературы и философии, а также прививалась верность русскому владычеству в таком неустойчивом регионе, каким был Кавказ. Эту имперскую идеологию выпускники семинарии были призваны нести далее в национальные массы стран Кавказа. В Горийской семинарии Алирза знакомится с целой плеядой азербайджанской интеллигенции, ставшей авангардом небывалого культурного всплеска в Азербайджане начала XX века. Однако более привлекательным для него оказался местный марксистский кружок, который не разделялся по национальному признаку и включал революционно настроенных представителей всех народов Кавказа. В нём он познакомился со многими будущими участниками становления советской власти в Закавказье и руководящими кадрами Закавказской Федерации.

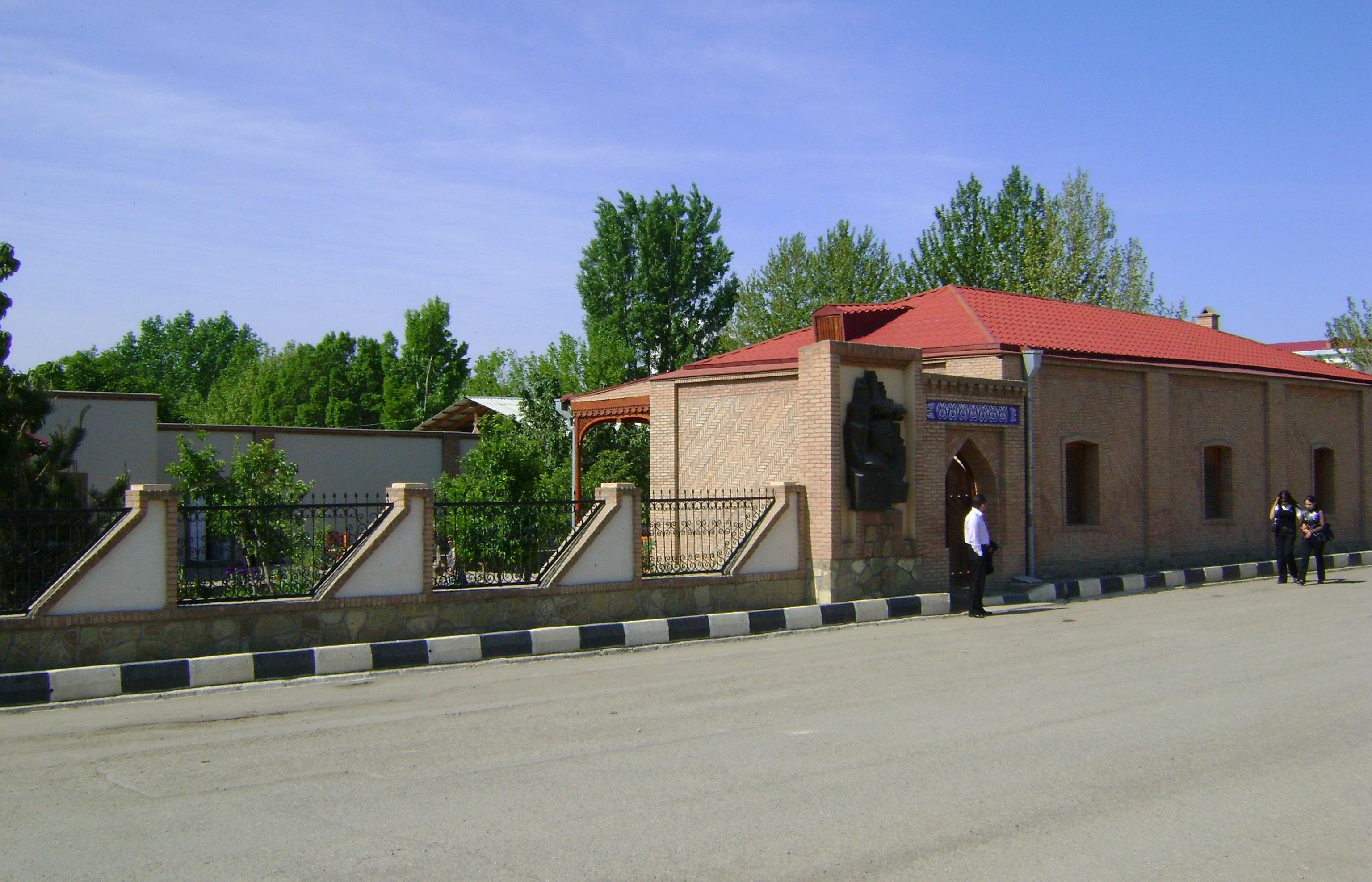
Дом в г. Нахичевань, где родился Алирза Расизаде (ныне дом-музей Гусейна Джавида Расизаде)
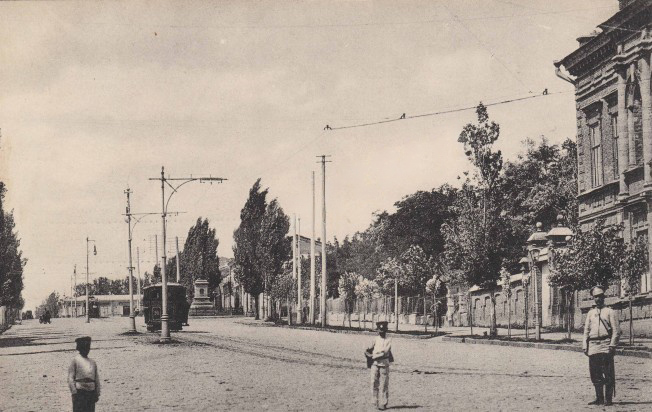
Центральная улица города Нахичевань в начале XX века (открытка 1900-х годов)
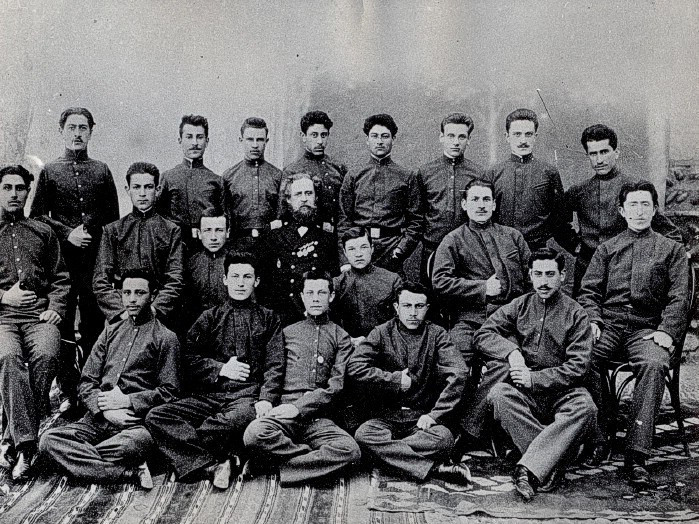
Алирза Расизаде (крайний слева) среди студентов т.н. татарского отделения Горийской семинарии (фото 1904 года)

## Революционная деятельность
По окончании Горийской семинарии Алирза едет в Баку, надеясь начать там карьеру в период первого бакинского нефтяного бума. Однако обстоятельства сложились так, что он принимает деятельное участие в бакинской организации революции 1905—1907 годов. В этих условиях Алирза близко знакомится со всеми членами Бакинской секции РСДРП (где ему была присвоена партийная кличка «Кантор»), в том числе с будущими комиссарами Бакинской Коммуны 1918 года и будущими членами Совета Народных Комиссаров Азербайджанской ССР. После поражения первой русской революции и неудачного начала бакинской карьеры Алирза возвращается в Нахичевань, где работает школьным учителем русского языка и литературы до второй русской революции 1917 года. В 1915 году он женился на юной Сакине Мамедовой (15 лет) и в следующем году у них родился сын Шамиль.
В Нахичевани Алирза сделал довольно быструю карьеру на ниве просвещения, дослужившись от школьного учителя до начальника уездного департамента народного образования. В этой должности он непосредственно руководил открытием новых русских школ для местных мусульман не только в Нахичевани, но и в отдалённых городках уезда (будущих районных центрах Нахичеванской АССР), таких, как Абракунис, Ордубад, Шахбуз, Джульфа и Норашен. За успехи в распространении русского языка и культуры среди мусульманского населения Алирза Расизаде был награждён в 1912 году орденом Святого Станислава III степени. В 1913 году, в числе других чинов Нахичеванского уезда Эриванской губернии, Алирза получил медаль «В память 300-летия царствования дома Романовых» по категории «учителям и воспитателям обоего пола во всех государственных высших, средних и низших учебных заведениях».
В результате распада Российской империи и образования независимых республик в Закавказье, с 1918 года в Нахичеванском крае начинается война между Арменией и Азербайджаном. После занятия в ходе войны города Нахичевани дивизией армянского генерала Андраника летом 1918 года, Алирза был вынужден бежать с семьёй в Баку, где поселился на Буйнакской улице (ныне улица шейха Шамиля). Однако и второе пришествие в Баку оказалось для него неудачным. Ему не удалось устроиться на работу ввиду того, что деятели буржуазно-националистической партии Мусават, которая в сентябре 1918 года пришла к власти, припомнили Алирзе его роль в русификации Нахичевани и пролетарской революции 1905—1907 годов. Пришлось перебиваться случайными заработками, переводами, гонорарами за фельетоны в бакинских газетах и сатирических журналах (где он писал под псевдонимом Кантор), а также стенографированием в канцелярии азербайджанского парламента в ожидании лучших времён.
Этот момент настал 28 апреля 1920 года, когда в Баку вошла XI Красная армия и вся власть перешла в руки Азревкома, среди членов которого были соратники Алирзы по революции 1905—1907 годов. Ещё до прихода Красной армии Алирза, совместно с А.Караевым и Р.Ахундовым, основал 29 августа 1919 года подпольную газету «Коммунист», которая стала с 30 апреля 1920 года официальным печатным органом Азревкома. По иронии судьбы, ликвидировав официальную правительственную газету АДР «Азербайджан», Азревком передал все её помещения, типографию и имущество газете «Коммунист». Однако сам Алирза проработал короткое время в новой редакции, где он наладил выпуск параллельного издания газеты «Коммунист» на русском языке, за что был награждён именными карманными часами с надписью «т. Кантору за революционные заслуги». Летом 1920 года он был направлен Азревкомом в его родной город Нахичевань для организации там советской власти.

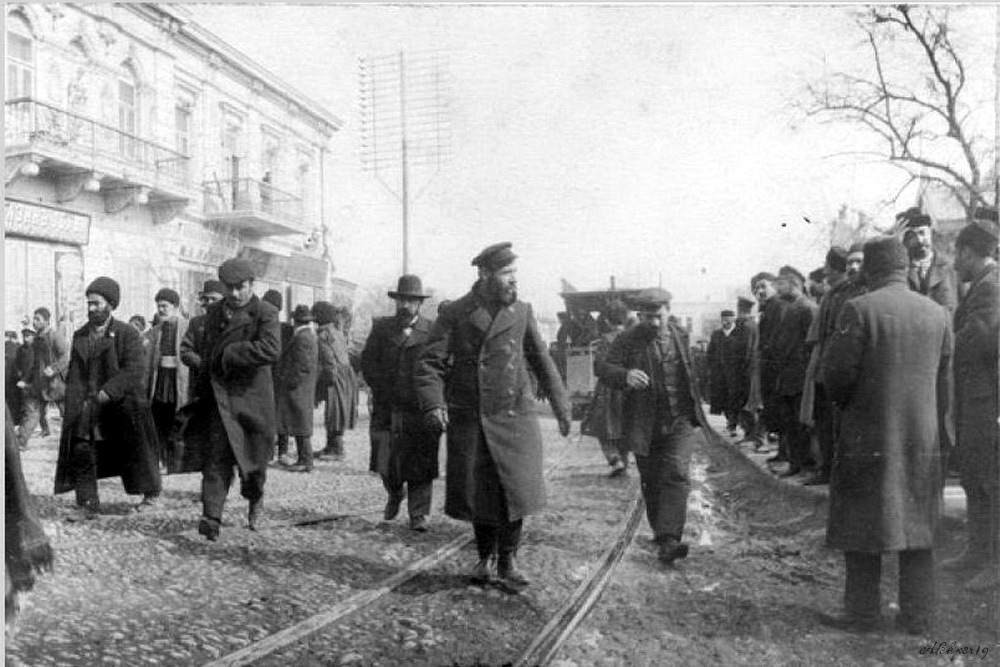
Революционное выступление бакинского пролетариата осенью 1905 года на площади Парапет, в организации которого участвовал Алирза
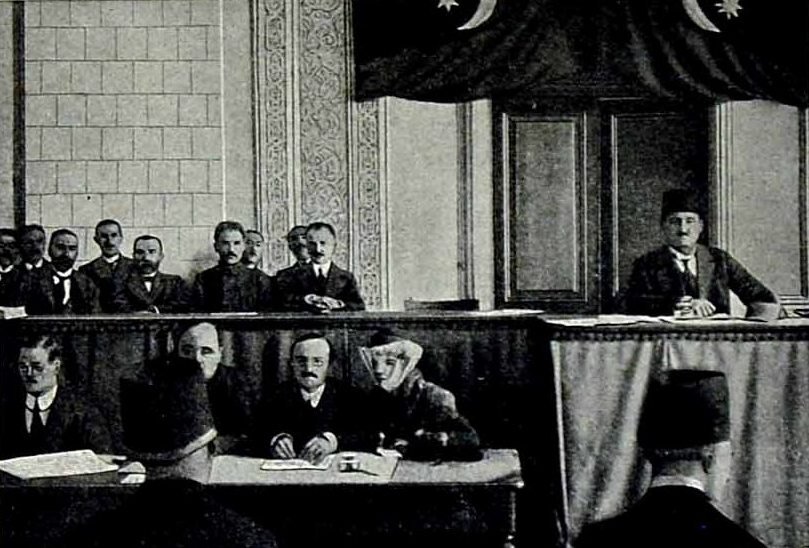
Президиум первого заседания 7 декабря 1918 года азербайджанского парламента, в канцелярии которого работал Алирза
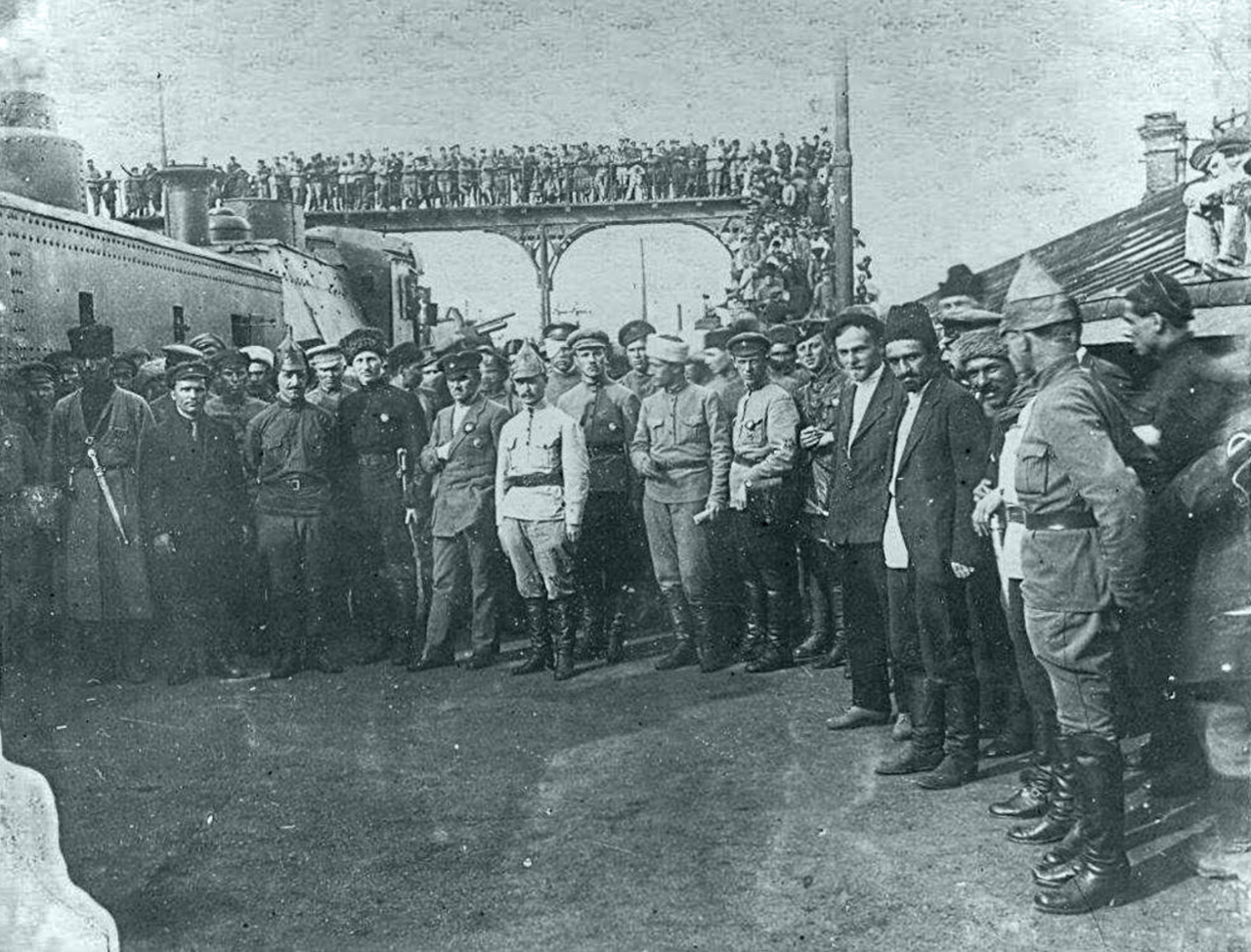
Встреча бронепоезда XI Красной армии на бакинском вокзале 28 апреля 1920 года

## СоветизацияНахичевани

Знамя Нахичеванской АССР (до 1940 года)

В Нахичевани Алирза поступил в распоряжение уполномоченного Азревкома по Нахичеванскому краю Б. К. Велибекова. Положение там летом 1920 года было очень сложным. Части XI Красной армии, перейдя Зангезур, вытесняли из Нахичевани армянские войска под командованием генерала Дро. В августе 1920 года армянские части под командованием генерала Нжде развернули контрнаступление на Нахичевань от города Ордубад. Ситуация осложнилась декларацией, зачитанной 1 декабря 1920 года в Баку (сразу после вступления Красной армии в Ереван 30 ноября) председателем Совнаркома Азербайджанской ССР Н.Наримановым: «Территории Зангезурского и Нахичеванского уездов являются нераздельной частью Советской Армении, а трудовому крестьянству Нагорного Карабаха предоставляется полное право самоопределения».
В этих условиях Велибеков, занятый вопросами государственной принадлежности Нахичевани, поручил Алирзе Расизаде, как местному уроженцу, налаживание повседневной жизни края, включая подбор местных кадров на административные должности. Грамотных людей рабоче-крестьянского происхождения в Нахичевани было мало. Пришлось обратиться к старым кадрам АДР и даже к собственным родственникам. По инициативе Алирзы, 9 ноября 1921 года в Нахичевани начинается выпуск местной газеты «Шарг гапысы» («Врата Востока»).
28 июля 1920 года Реввоенсовет XI Красной армии провозгласил в Нахичевани Нахичеванскую Советскую Социалистическую Республику и одновременно образовал т. н. Нахревком — высший и единственный орган советской власти в Нахичевани. Декретами Нахревкома в течение 1920 года все ханские, бекские и вакуфные земли были конфискованы и безвозмездно переданы крестьянам. Леса, воды и недра земли были национализированы и переданы в государственную собственность. В результате национализации земли стали появляться сельхозартели, коммуны и совхозы. Для установления советской власти на селе были созданы «комитеты бедноты» (комбеды, преобразованные затем в сельсоветы). Пересматривались школьные программы и национальная идеология. Началось «революционное перевоспитание» местных кадров и населения. Этими процессами занимался в Нахичевани и непосредственно на местах (нередко с риском для жизни) Алирза Расизаде, который осенью 1920 года получил пост народного комиссара просвещения в первом составе Совнаркома Нахичеванской ССР.
После того, как председателем Нахревкома стал его земляк Б.Шахтахтинский, с которым он тесно сотрудничал в период революции 1905—1907 годов, Алирза Расизаде был кооптирован и в состав Нахревкома 1 июля 1921 года. Благодаря появлению в составе Нахревкома такого интеллигента царской школы, как Алирза Расизаде, удалось сохранить от революционного вандализма исторические и культурные памятники Нахичевани. Он также спас (с одобрения Шахтахтинского) от красного террора многих представителей местной интеллигенции, служивших в прошлом буржуазному правительству АДР, приняв их в новую советскую администрацию. Впрочем, в результате нахичеванского рейда М. Д. Багирова в 1925 году все они были позже репрессированы (см. ниже).

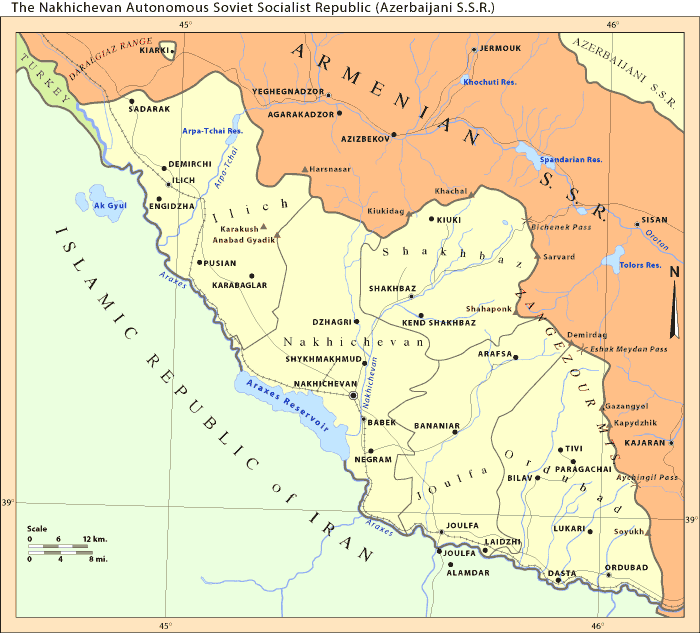
Границы автономной Нахичеванской области, определённые Карсским договором 1921 года

6 мая 1921 года в Баку открылся первый Всеазербайджанский съезд Советов рабочих, крестьянских, красноармейских и матросских депутатов, который 19 мая 1921 года принял первую конституцию Азербайджанской ССР, по которой не занимавшиеся трудовой деятельностью граждане были лишены избирательных прав. Был избран Азербайджанский Центральный исполнительный комитет (АзЦИК) — высший законодательный, распорядительный и контролирующий орган республики. Съезд Советов реорганизовал и высший орган исполнительной власти — Совет народных комиссаров (Совнарком) Азербайджанской ССР. Для управления национализированной промышленностью был создан Азербайджанский Совет народного хозяйства (Совнархоз) Азербайджанской ССР.
25 января 1922 года в городе Нахичевань созывается первый Всенахичеванский съезд Советов, на котором Алирза Расизаде избирается членом Нахичеванского Центрального исполнительного комитета Советов депутатов трудящихся (НахЦИК) и одновременно делегируется в состав АзЦИК. После этого Алирза возвращается в Баку на работу в секретариате АзЦИК.
Решением АзЦИК от 28 апреля 1922 года за большие заслуги в советизации Нахичевани, где при его непосредственном участии в 1920—1921 годах была образована Нахичеванская ССР, Алирза Расизаде был награждён орденом Труда Азербайджанской ССР. Дальнейшая советизация Нахичевани проходила без его непосредственного участия.
16 марта 1921 года правительства РСФСР и Турции заключили в Москве Договор о дружбе и братстве, по которому «Нахичеванская область образует автономную территорию под протекторатом Азербайджана, при условии, что Азербайджан не уступит сего протектората третьему государству». 13 октября 1921 года между правительствами Турции, Грузии, Армении и Азербайджана был подписан Карсский договор. Согласно статье V договора, «Правительство Турции и Правительства Советской Армении и Азербайджана соглашаются, что Нахичеванская область в границах, определённых в приложении III настоящего договора, образует автономную территорию под покровительством Азербайджана». Во исполнение этих двух конвенций, решением третьего Всенахичеванского съезда Советов в феврале 1923 года Нахичеванская ССР отказалась от самостоятельного государственного статуса и вошла в состав Азербайджанской ССР в качестве автономного края, преобразованного 9 февраля 1924 года в Нахичеванскую АССР.

## Работа в Баку
В секретариате АзЦИК Расизаде курировал вопросы просвещения, печати и культуры. Алирза с энтузиазмом окунулся в созидательную работу в последние два года жизни. В своём дневнике, который он вёл всю жизнь, Алирза сформулировал новые возможности, предоставленные советской властью, в три группы: а) революционный энтузиазм возмездия угнетателям и социального переустройства общества, что соответствовало его врождённому чувству справедливости; б) безоговорочное осуждение и подавление новой интернациональной властью местного шовинизма, нетерпимости и мусульманщины, к чему он призывал (и за что пострадал) в своих памфлетах; в) получение им реальной власти для творческого созидания элементов и органов совершенно нового государства народовластия, поскольку власть перешла к единомышленникам, которые содействовали, а не препятствовали, его начинаниям.
Вместе с С.Агамалы-оглы, А. Г. Караевым, Р.Ахундовым, Г.Султановым, С. М. Эфендиевым, Г.Мусабековым и другими членами соответствующих комиссий АзЦИК, А.Расизаде включился в процесс выработки новой советской доктрины для азербайджанской идеологии и культуры, в основе своей социалистической, антибуржуазной, интернациональной, антиисламской и направленной на удовлетворение реальных потребностей трудящихся масс. По этому поводу в то время шло противостояние между т. н. интернационалистами (куда входил и Алирза), которых возглавлял ответственный секретарь ЦК Компартии Азербайджана С. М. Киров, и национал-уклонистами, которых возглавлял председатель Совнаркома Н. К. Нариманов. Последние считали, что при советизации Азербайджана следует учитывать местные условия, национальные традиции и бытовые особенности. После вмешательства Сталина, Нариманов был удалён из Баку сначала в Тифлис (сопредседателем Союзного совета Закфедерации), а оттуда в Москву (сопредседателем Президиума ЦИК СССР от Закфедерации), где и скончался в 1925 году.
К 1920 году азербайджанцы составляли не более 30 % населения города Баку. Именно по этой причине (а не из классовых побуждений), по мнению большинства нейтральных исследователей того периода (Минца, Токаржевского, Каземзаде, Светоховского), население Баку с радостью встретило вступление в город частей XI Красной армии, а правительству Мусавата не удалось организовать оборону столицы, в отличие от сопротивления в провинции, где азербайджанцы составляли большинство населения. Об этом же расчёте откровенно писал Ленину накануне вступления XI Красной армии в Баку председатель Кавбюро РКП(б) Орджоникидзе. В 1918 году именно по вопросу национальной принадлежности этого города (а не с классовых позиций) шла битва за Баку между турецко-азербайджанским корпусом и вооружёнными силами Бакинской коммуны и диктатуры Центрокаспия, которые считали Баку частью РСФСР, а не Азербайджана. По этой же причине Киров, вместе с Орджоникидзе, предлагал отделить Баку от Азербайджанской ССР и подчинить город напрямую всесоюзному центру, утверждая, что Баку не тюркский, а интернациональный город. Нариманов же выступал категорически против планов Кирова и Орджоникидзе и, после того как Ленин положил конец развернувшейся полемике, город Баку был оставлен столицей Азербайджанской ССР.
В бакинском вопросе Алирза поддержал Нариманова и национал-уклонистов, но со своей позиции. Он писал, что отделение Баку ещё более усугубит замкнутость и отсталость Азербайджана, сравнив город Баку с локомотивом, который вытянет за собою в XX век весь остальной Азербайджан, и что только через русскоязычный Баку азербайджанский народ получит прямой и повседневный доступ к социальному, материальному и духовному прогрессу. Как и предвидел Алирза, в 1920-е годы, уже после его гибели, именно из Баку и стараниями русскоязычных бакинских специалистов началась индустриализация и электрификация Азербайджана. Строились предприятия машиностроения, химической, пищевой, лёгкой и текстильной промышленности, железные дороги, электричка и трамвай, исчезла безработица, открывались библиотеки, дома культуры, кинотеатры и бесплатные учебные заведения. Массовыми тиражами издавалась переводная литература. Строилось бесплатное жильё для простых людей. Улучшались до общесоюзного уровня условия их труда и быта, что было немыслимо при Мусавате, хотя с 1920 по 1933 год (назначения М. Д. Багирова первым секретарём ЦК КПА) Азербайджанской ССР руководили неазербайджанцы: Г. Н. Каминский (1920—1921), С. М. Киров (1921—1926), Л. И. Мирзоян (1926—1929), Н. Ф. Гикало (1929—1930), В. И. Полонский (1930—1933) и другие русскоязычные фигуры.
Со дня установления советской власти в Азербайджане 28 апреля 1920 года развернулась и полемика о форме вхождения республики в новую советскую федерацию, отражённая в нескольких статьях Расизаде, где приводились аргументы за и против предлагаемых форм. По этому вопросу сформировались три группы мнений: национал-уклонисты во главе с Наримановым требовали сохранения независимости советского Азербайджана, федералисты во главе с Орджоникидзе предлагали образовать Закавказскую федерацию, которая заключила бы союз с уже созданной Российской федерацией, а автономисты во главе со Сталиным предлагали вхождение советских республик Закавказья напрямую в РСФСР на правах национальных автономий. Победила группа Орджоникидзе: 3 ноября 1921 года Кавказское бюро ЦК РКП(б) приняло резолюцию о создании Закавказской федерации и 12 марта 1922 года полномочные представители ЦИК Азербайджана, Грузии и Армении подписали в Тифлисе договор о создании ЗСФСР. По настоянию Ленина, 30 декабря 1922 года в Москве собрался первый съезд Советов СССР, который образовал союзное государство путём объединения РСФСР, УССР, БССР и ЗСФСР. Сталин считал образование союза равноправных республик величайшей ошибкой Ленина, которая приведёт к его распаду (и он оказался прав, предвидя распад СССР в 1991 году), но не посмел перечить вождю.
В программном очерке по этому поводу, написанном для газеты «Коммунист», Алирза приветствовал вхождение Азербайджана в СССР и подробно расписал все преимущества воссоединения с Россией, от индустриализации и приобщения к европейской цивилизации до улучшения социально-бытовых условий жизни рядового труженика. В качестве аргументов он ссылался на повальную нищету, безработицу, антисанитарию, бесправие и поголовную безграмотность населения соседних мусульманских стран. В этой атмосфере грандиозных преобразований он успел за два последних года жизни воплотить ряд проектов, из которых наиболее значительными были два: организация в 1923 году специальной комиссии АзЦИК по ликвидации безграмотности (ликбез) и учреждение в том же году Общества изучения и исследования Азербайджана. Претворение этих проектов стало возможным благодаря вхождению Азербайджана в СССР — великую державу, оказавшую всестороннюю помощь научно-техническими специалистами, обучением национальных кадров и доведением социально-экономического развития республики до всесоюзного уровня, как и предполагал в своём очерке Алирза.

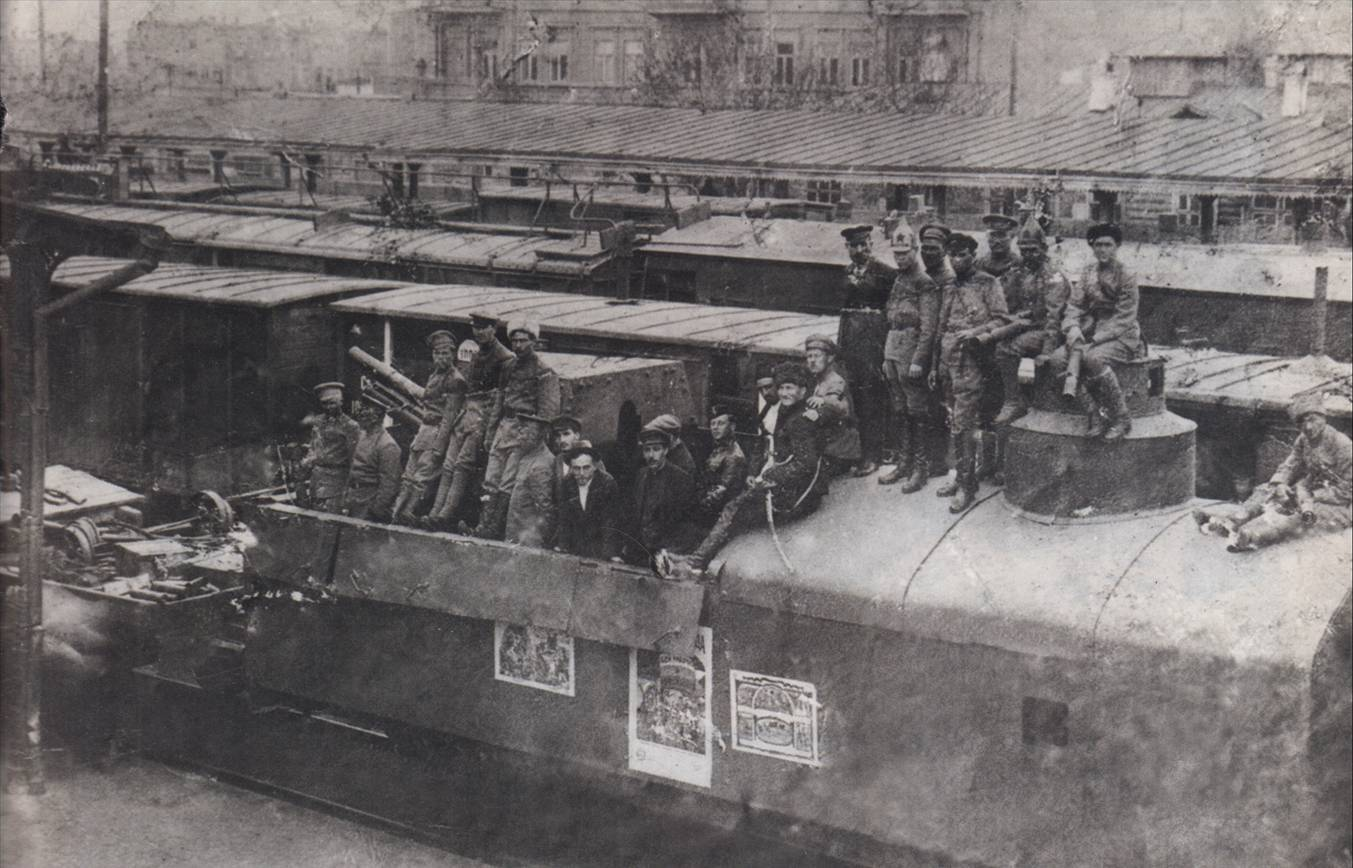
Прибытие бронепоезда «III Интернационал» на бакинский вокзал 28 апреля 1920 года
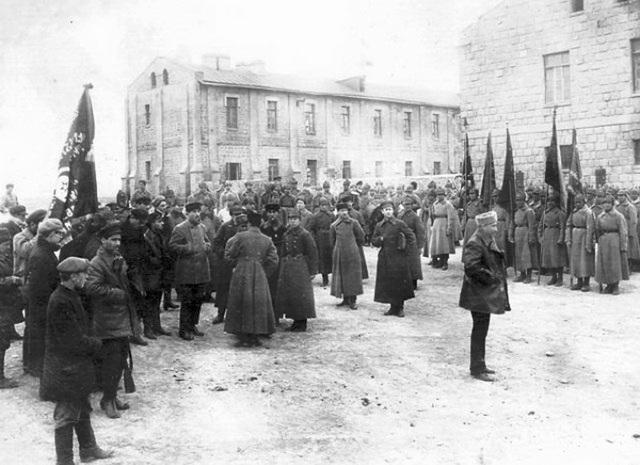
Части XI Красной армии в Баку на плацу перед Сальянскими казармами (фото 1920 года)
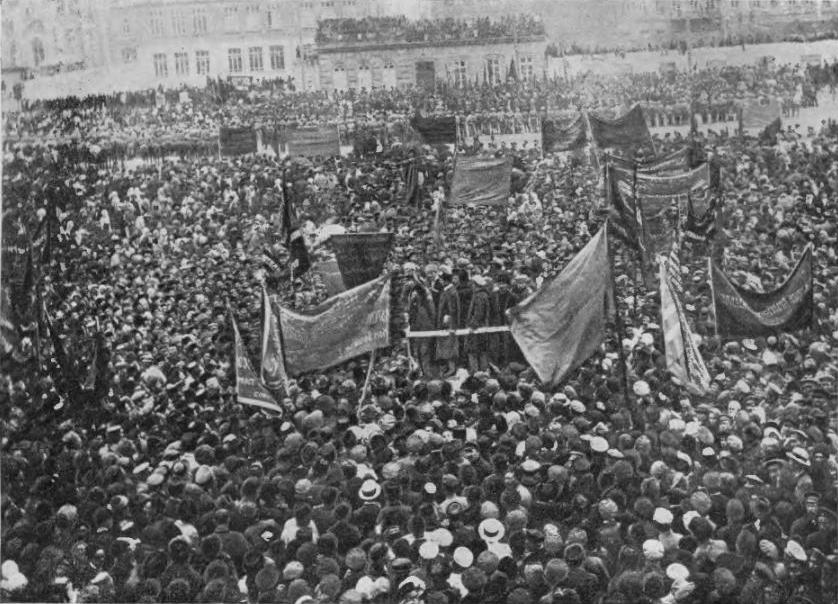
Митинг трудящихся Баку после установления в городе Советской власти (фото 1920 года)

## Репрессии и забвение
После смерти Ленина в 1924 году начинается процесс концентрации всей власти в руках Сталина, который перерос к 1937 году в массовые репрессии руководящих кадров СССР. В Азербайджане этот процесс возглавил местный сатрап Сталина М. Д. Багиров (1933—1953). Задолго до начала сталинских репрессий конца 1920-х годов и «большого террора» 1937—1938 годов, Багиров приступил к чистке руководящих кадров Нахичеванской АССР, оставшихся от тандема Расизаде-Шахтахтинский (первый умер в 1923, а второй в 1924 году). Уже в 1925 году Багиров (тогда ещё председатель АзЧК и народный комиссар внутренних дел Азербайджанской ССР) во главе «Особой правительственной комиссии» с чрезвычайными полномочиями совершил рейд в Нахичевань, где, по его утверждению, «руководили всё те же местные ханы, беки, помещики и мусаватисты, перекрасившиеся в коммунистов».
Невольным инициатором этого рейда оказался председатель Совнаркома СССР А. И. Рыков, который посетил в марте 1925 года Нахичеванскую АССР, а затем 28 апреля 1925 года в Баку на IV съезде Советов Азербайджанской ССР рассказал о бедственном состоянии, разрухе народного хозяйства и нищенской жизни населения Нахичевани, которое сократилось на 30 % вследствие массового исхода армян. Руководством Азербайджанской ССР была создана вышеупомянутая «Особая комиссия» по Нахичеванской АССР для исправления отмеченных Рыковым недостатков во главе с Багировым. Рыков справедливо полагал, что задачей комиссии и правительства Азербайджанской ССР станет обследование бедственного состояния Нахичеванской АССР и выработка рекомендаций по оказанию ей экстренной помощи на конкретные нужды населения. Однако, вместо мер по оживлению народного хозяйства и улучшению жизни полуголодного населения Нахичевани, Багиров переиначил задачи комиссии на свой лад, встав на путь фальсификаций и репрессий.
Багиров действовал в своём амплуа. Сразу по прибытии поездом 31 марта 1925 года в город Нахичевань, по заранее заготовленному списку из 50 лиц «Особая комиссия» немедленно лишила постов все руководящие кадры Нахичеванской АССР и исключила из партии 13 руководителей. Группа других работников в количестве 40 человек была арестована и препровождена в Баку в специальном вагоне. Из них 4 человека были приговорены к расстрелу, 10 к различным срокам тюремного заключения, остальные сняты с работы и лишены права занимать какие-либо должности в советских учреждениях. Дальнейшие аресты были возложены на АзЧК (которую возглавлял сам же Багиров). Доклад «Особой комиссии» со всеми итогами «правосудия» был доставлен Багировым 9 апреля 1925 года в Тифлис (столицу Закфедерации) лично секретарю Закавказского крайкома ВКП(б) Г. К. Орджоникидзе.
Секретарь ЦК Компартии Азербайджана А. Г. Караев так резюмировал итоги работы комиссии: «Что выяснено комиссией? Что в первые же дни советизации вчерашние городовые и губернаторы записались в партию, тщательно скрывая своё прошлое. В результате в советской действительности получилась легендарная картина: одних Кенгерлинских в госучреждениях было до 20 человек, а городовых и жандармов до чёрта. Корень всех зол края заключался в этом засилии». Сам Багиров подвёл такой итог: «Выводы следующие: Нахкрай, отдаленный от центра, оказался в руках случайно примазавшихся к партии и власти элементов — бывших ханов, беков и полицейских. Посылаемые центром работники, к сожалению, недалеко от них ушли. Укрывая и защищая преступников, они доконали цветущий край и привели его к окончательной нищете. Установлено, что аппарат партии был захвачен тёмными личностями. Комиссия пришла к заключению: просить Заккрайком и ЦК АКП о роспуске Нахичеванской организации и создании новой».
Воспользовавшись сталинским тезисом об «обострении классовой борьбы по мере продвижения к социализму», Багиров нанёс в 1937—1938 годах окончательный удар по руководству Азербайджанской ССР, физически истребив около 30 тысяч человек, среди которых было не только всё поколение старых большевиков, стоявших у власти с 1920 года, но и весь цвет азербайджанской интеллигенции, получившей образование до революции. Были арестованы, подвергнуты пыткам и расстреляны все соратники и коллеги Алирзы Расизаде, дожившие до 1937 года: А. Г. Караев, Р. А. Ахундов, С. М. Эфендиев, Г. С. Везиров, Д. Х. Буниат-заде, Б. К. Велибеков, Ч.Ильдрым (Султанов), Г. М. Мусабеков, его сестра А. М. Султанова и её муж Г. Г. Султанов. Из интеллигенции были объявлены «пантюркистами» и сосланы в трудовые лагеря, где погибли: М.Мушвиг, А.Назми, А.Джавад, Т.Шахбази, С.Мумтаз, С.Гусейн, Б.Талыблы, А.Рази, Б.Чобан-заде и другие. Оба брата Алирзы, драматург Гусейн Джавид и шейх Мухаммед Расизаде, также погибли в те годы. Первый был арестован в 1937 году и сослан в Сибирь, где умер в 1941 году. Второй был репрессирован и скончался в Нахичевани в 1939 году. Гонениям подверглись и их семьи, как прямые потомки «врагов народа».
Алирзе «повезло» больше: он успел умереть раньше багировской чистки, что спасло его сына и вдову от гонений. Но собственное имя Алирзы Расизаде (как и имя его брата Гусейна Джавида) было вычеркнуто из азербайджанской литературы, в которой оно широко упоминалось в 1920-е годы, и предано с тех пор забвению после канонизированного пересмотра Багировым всей истории советизации Азербайджана. Не сохранилась даже могила Алирзы на Чемберекендском кладбище в Баку, где были похоронены многие исторические личности Азербайджана. На месте кладбища Багиров разбил Нагорный парк имени Кирова. Были уничтожены и созданные по инициативе Алирзы или с его участием организации, учреждения и программы, дававшие прямой доступ азербайджанцам к достижениям европейской цивилизации, а их руководители расстреляны. При Багирове пышным цветом расцвели традиционные язвы азербайджанского общества, которые высмеивались в памфлетах и фельетонах Алирзы: культ личности, приспособленчество, доносительство, подсиживание, непотизм, местничество, беспринципность, ханжество, лицемерие, раболепие, угодничество, предательство, лизоблюдство, зависть, коварство, шовинизм, нетерпимость к инакомыслию, преклонение перед власть имущими и безжалостное унижение слабых.

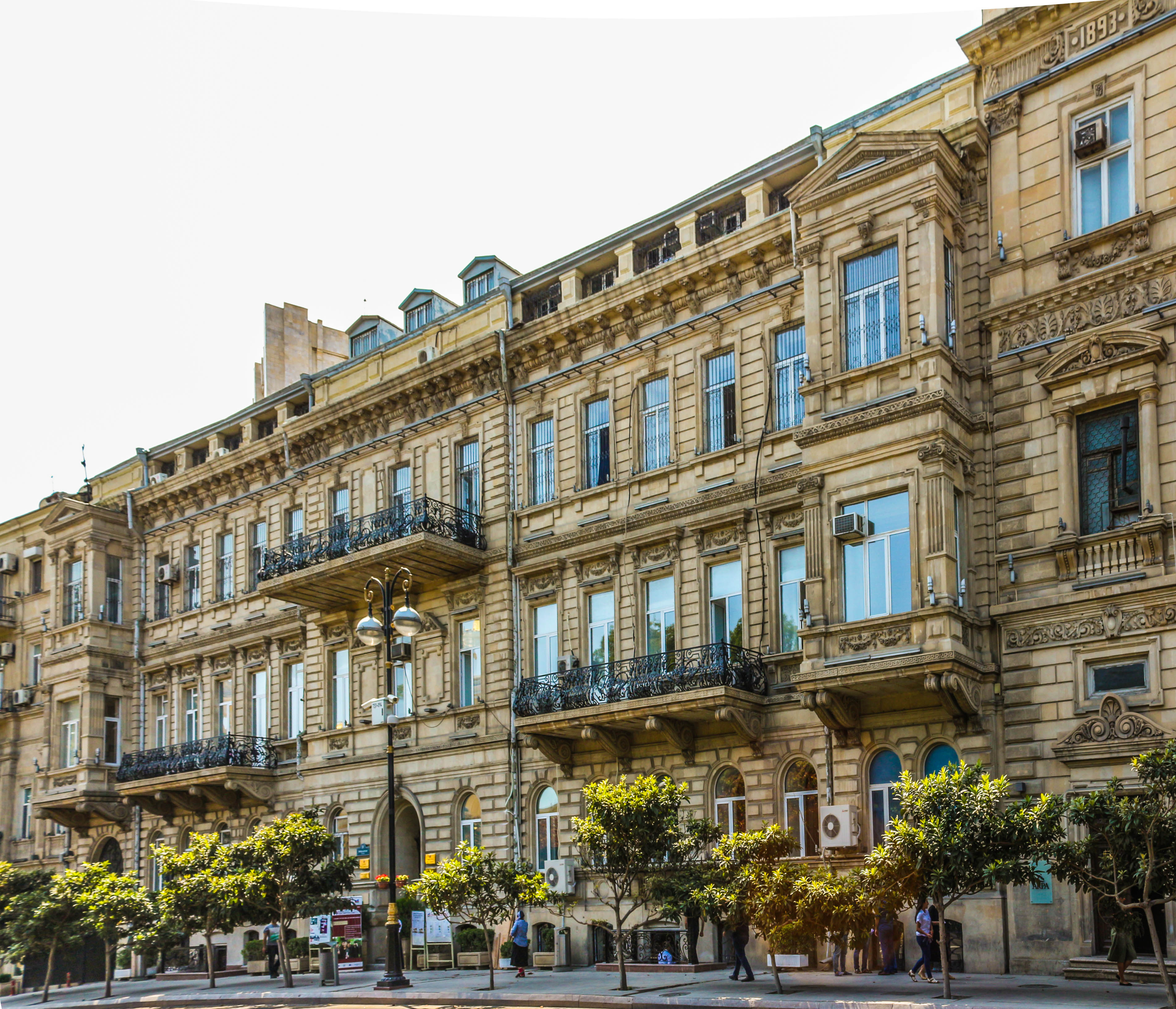
Здание Секретариата АзЦИК на Коммунистической улице в Баку, где в 1920-е годы работал Алирза Расизаде
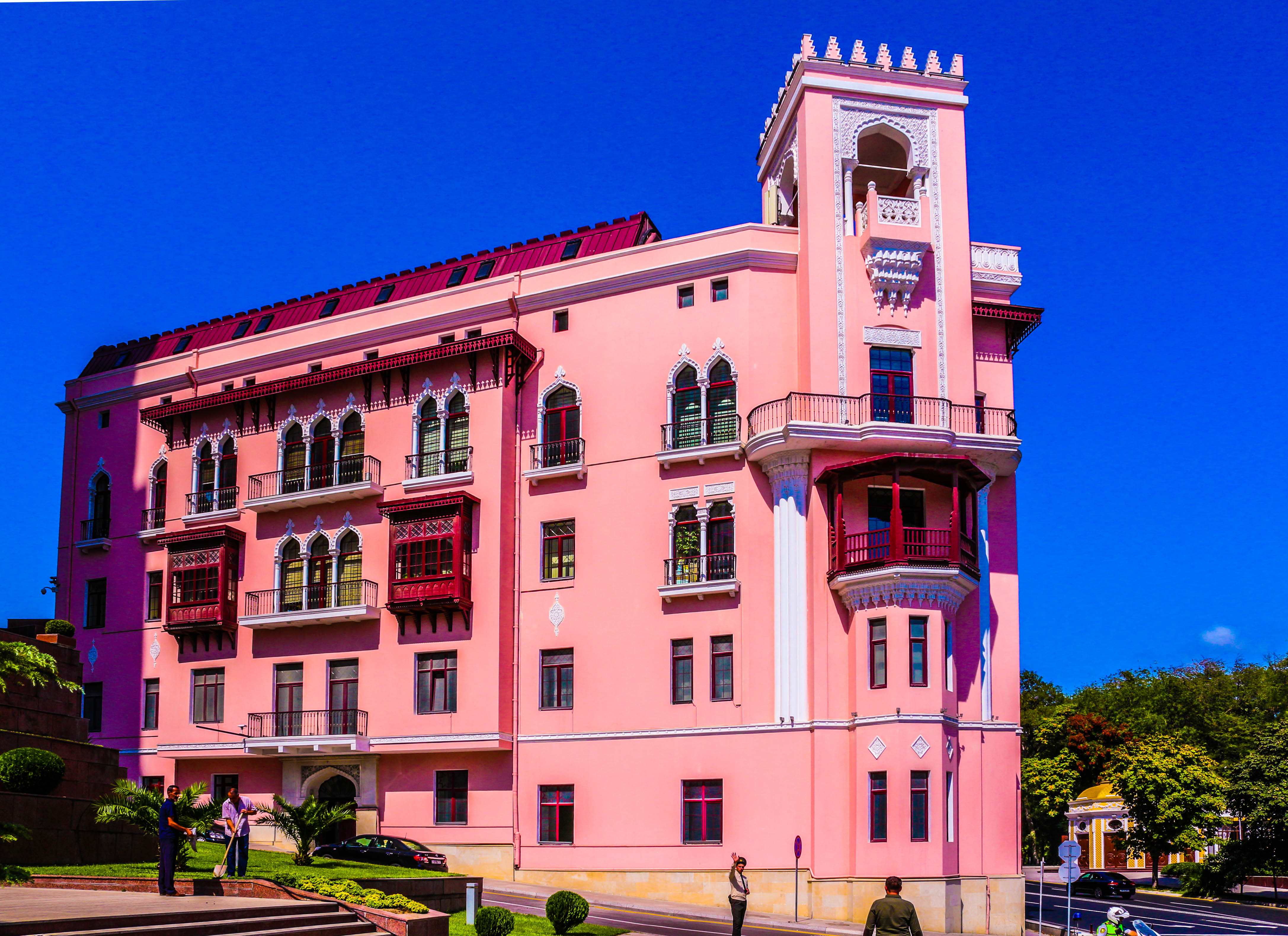
Здание, где в 1920-е годы располагался Центральный комитет Компартии Азербайджана, членом которого был Алирза Расизаде
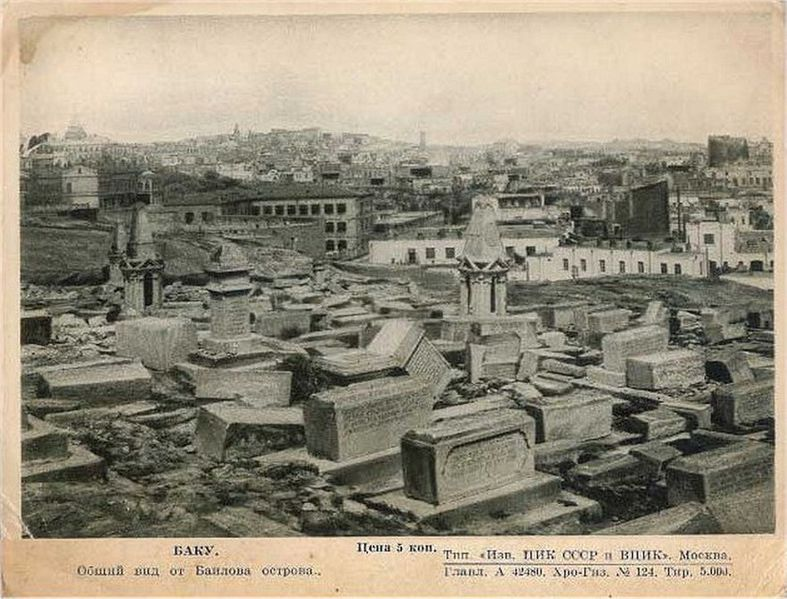
Чемберекендское кладбище в Баку, где в 1923 году был похоронен Алирза Расизаде (фото 1920-х годов)

## Публицистика
Публицистика Алирзы Расизаде делится на два периода: до и после установления советской власти в Азербайджане 28 апреля 1920 года. В дореволюционный период он подписывал свои памфлеты и фельетоны литературным псевдонимом «Кантор» (как это практиковалось в то время большинством авторов во избежание проблем с цензурой, судебных тяжб и преследований), так как высмеивал религиозный фанатизм, подвергал сатире местные нравы, издевался над суевериями и невежеством как низов, так и верхов общества, а также вёл ожесточённую полемику с собратьями по перу с особым сарказмом, граничащим порой с личными оскорблениями. После установления советской власти Алирза подписывался уже собственным именем и безоговорочно приветствовал реинтеграцию Азербайджана в российское государство, особенно в его новом социалистическом облике, утверждая, что для азербайджанского народа это гигантский шаг вперёд в индустриальном, культурном, социальном и цивилизационном развитии в сравнении с очевидным прозябанием, нищетой и деградацией соседних исламских стран.
Уникальным приёмом в публицистике Алирзы (вызывавшим бесчисленные нарекания и угрозы физической расправы) было применение им знаменитой фразы Р.Киплинга «бремя белого человека» к традиционному азербайджанскому обществу. Он часто оперировал этим термином в своих памфлетах, фельетонах и очерках, высмеивавших местные нравы, при обличении мусульманщины, деспотизма, невежества, дикости и мракобесия. При этом в роли «белого человека» у него выступали, как правило (за неимением других колонизаторов), работавшие на Кавказе русские чиновники, инженеры, архитекторы, предприниматели, преподаватели, переселенцы, ремесленники и военнослужащие. Каким бы обидным ни был термин «белый человек» для местного населения, интеллигенции и купечества, которых Алирза называл «мусульманами» (как, собственно, они и сами себя называли), надо признать, что в этом выражении имелась большая доля истины, в подтверждение чему Алирза (как и другие азербайджанские сатирики того времени) приводил массу конкретных примеров цивилизаторской миссии царского правительства — фактов, которые невозможно было отрицать.
Вот типичный отрывок из его памфлета: «Мусульмане почему-то бегут от своих деспотов под защиту белого человека, вместо того, чтобы наслаждаться у себя законами шариата». Это звучит актуально спустя сто лет ввиду массовой эмиграции из исламских стран в Европу. В публицистике Алирза подражал стилю своего земляка и учителя Мамедкули-заде, в журнале которого «Молла Насреддин» он печатался почти со времени его основания в 1906 году. В его тематике превалировало сравнение «мусульманина» в различных аспектах его бытия с «белым человеком» — с явным преимуществом в пользу последнего. Например, он иронично предлагал в одном из своих фельетонов превратить ежегодное траурное шествие «шахсей-вахсей» (в ходе которого местные шииты занимались кровавым самобичеванием мечами и цепями) в ежегодный экзотический фестиваль, вроде боя быков в Испании, для привлечения на это зрелище богатых туристов из России, Европы и Америки.
До социалистической революции Алирза (Кантор) печатался, кроме «Моллы Насреддина», во всех бакинских газетах и сатирических журналах как на русском, так и азербайджанском языках. В основном это были язвительные памфлеты, фельетоны и реплики. После революции, уже под собственным именем, его публицистика обрела более позитивный характер. Появились жанры очерка и репортажа, хотя печатались и фельетоны, обличавшие пережитки исламского мракобесия, буржуазных нравов и рваческие инстинкты новой советской номенклатуры. Иногда по следам его выступлений власти проводили расследования по изложенным фактам беззакония, кумовства, самодурства, революционных перегибов и превышения чиновниками власти. К примеру, в серии статей он разоблачил многочисленные факты самозахвата новоиспечённой номенклатурой (якобы от имени вымышленного революционного трибунала) жилых помещений бежавших (и не бежавших) из Баку представителей творческой и технической интеллигенции, которые обращались к нему за помощью в секретариат АзЦИК.
В деятельности Расизаде, как куратора вопросов культурной революции в секретариате АзЦИК, важное место занимали ещё два вопроса — возобновление издания в Баку сатирического журнала «Молла Насреддин» в 1922 году и учреждение литературного журнала «Азербайджан» в 1923 году. По заданию председателя АзЦИК Агамалы-оглы, Алирза вступил в переписку со своим учителем Мамедкули-заде, бежавшим после революции в Тебриз (Иран), уговаривая его вернуться в Баку, где ему было обещано возобновление издания журнала «Молла Насреддин». После того, как Мамедкули-заде вернулся, Алирза содействовал в решении финансовых и технических вопросов издания его журнала. Советское правительство создало все условия для плодотворной работы писателя и успешного издания журнала, на что была отпущена крупная сумма денег, и 2 ноября 1922 года в Баку вышел первый в советское время номер «Моллы Насреддина».
Сразу после вступления в СССР (30 декабря 1922 года) Совнарком Аз. ССР перешёл с 1923 года к «новой экономической политике» (НЭП) в Азербайджане. Для проведения её в жизнь члены АзЦИК были откомандированы в сельские районы, где НЭП вызывал вооружённое сопротивление крестьянства, облагаемого 30-процентным продналогом. В одной из таких командировок осенью 1923 года Алирза попал (в результате нападения местных кулаков) в бурный поток на переправе через горную реку и захлебнулся. Его лёгкие наполнились водой и он не мог дышать из-за образовавшейся водянки (скопления жидкости в лёгких). Алирзу привезли в Баку, но было уже поздно и 22 ноября 1923 года он скончался у себя дома на Буйнакской улице. На следующий день его похоронили неподалёку на Чемберекендском кладбище. Организатором похорон и распорядителем имущества Алирзы был его брат Гусейн Джавид. Недолго думая, Гусейн Джавид распродал квартиру, имущество и обширную библиотеку Алирзы, лишив крова его семью. Вдову, Сакину-ханум, отделили от сына и послали по партийной линии в Кубинский уезд, а шестилетнего сироту Шамиля (прибавив ему один год) определили в приют для сирот гражданской войны.
Постановлением АзЦИК «за исключительные заслуги в борьбе с вооружённым кулачеством» Алирза Расизаде был посмертно награждён орденом Красного знамени Азербайджанской ССР. Если бы не советская власть с её бесплатным жильём, образованием и партийной карьерой, нетрудно представить, какая жалкая судьба была уготовлена потомкам Алирзы. Его вдова Сакина-ханум дослужилась в 1953 году до заместителя министра юстиции Азербайджанской ССР, а сын Шамиль Расизаде стал заместителем председателя Совета министров Азербайджанской ССР в 1970—1984 годах. Однако после 1923 года семья воссоединилась только в 1946 году, когда Шамиль вернулся в Баку из Нахичевани в комнатку своей матери в коммунальной квартире на улице Гоголя 4 напротив Молоканского сада. Их собственная судьба явилась доказательством верности марксизма, которого придерживался сам Алирза в бесконечных спорах трёх братьев Расизаде. Только благодаря социализму и советской власти его семья, оставшись без кормильца, сумела выбраться из нищеты, получив бесплатное образование, жильё и самостоятельно (без традиционных взяток, протекции и местничества) подняться по социальной лестнице.
Алирза Расизаде слишком рано умер, чтобы занять заметное положение в обществе и оставить след в историографии того периода, подобно целой плеяде своих современников. С другой стороны, если бы он дожил до сталинской (в данном случае багировской) чистки тогдашнего руководства Азербайджанской ССР, то был бы несомненно репрессирован в числе первых как слишком незаурядная и образованная личность старой царской школы. В отличие от его реабилитированного позже брата Гусейна Джавида, имя Алирзы было стёрто не только из истории, но даже из генеалогии нахичеванского рода Расизаде. Главная «вина», вменяемая ему современной азербайджанской идеологией, заключается в бескомпромиссной позиции Алирзы по принципиальному вопросу выбора пути развития азербайджанского общества. Он настаивал на национальном развитии в русле европейской (а не исламской) цивилизации через русский язык и культуру. Однако этот курс закончился крахом в 1991 году с распадом СССР, и Азербайджан пошёл иным путём. Только сейчас, кропотливо разгребая пласты столетней истории, истинная роль Алирзы Расизаде в социалистической революции и его идеи социальной справедливости засветили сквозь мрак забвения и политкорректного замалчивания в угоду политической конъюнктуре: «И вдруг из пепла нам блеснёт алмаз, сверкая чистой гранью».

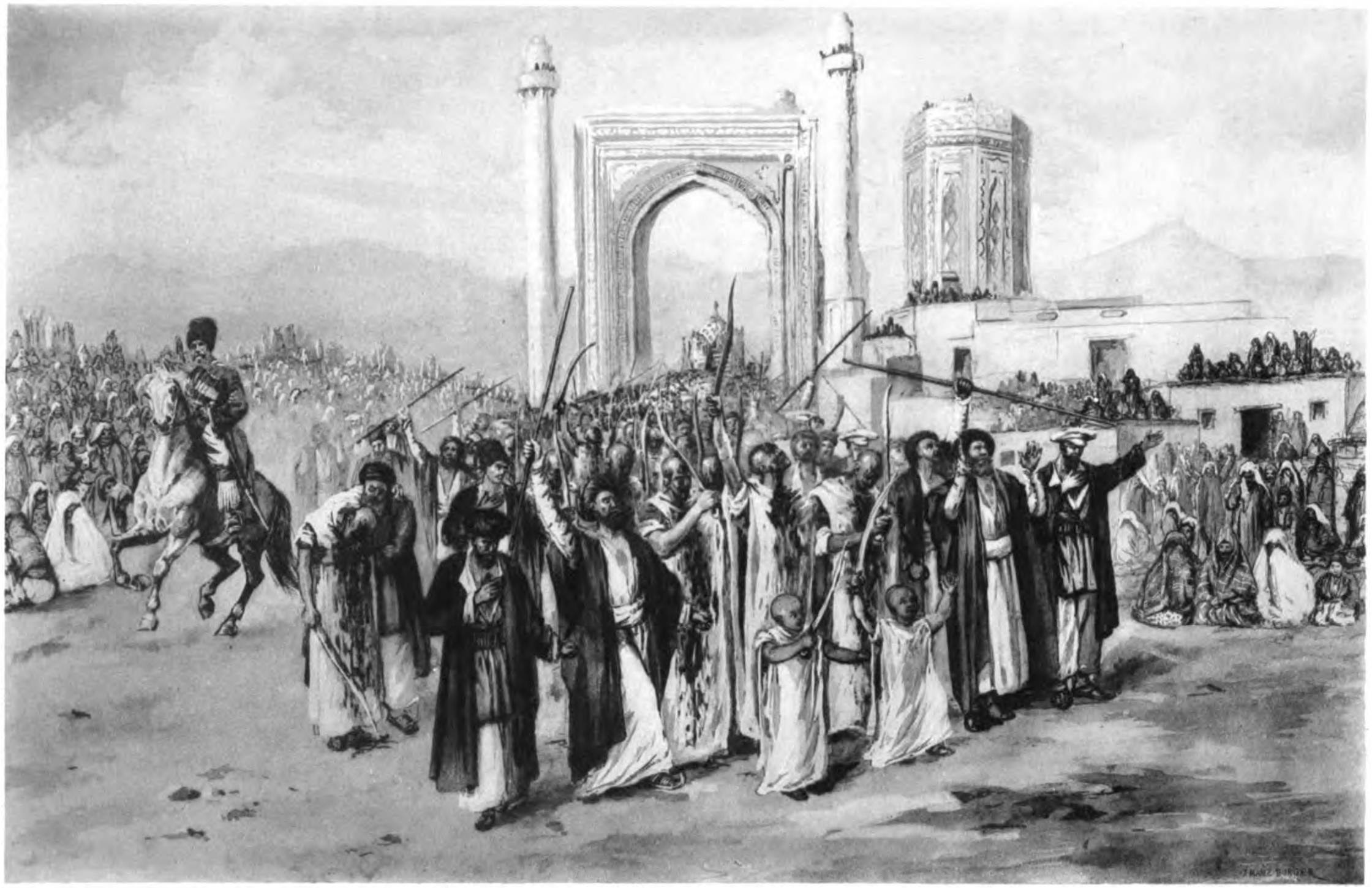
Мусульманский обряд самобичевания шахсей-вахсей в Нахичевани (1897 год), высмеянный в памфлетах Алирзы Расизаде
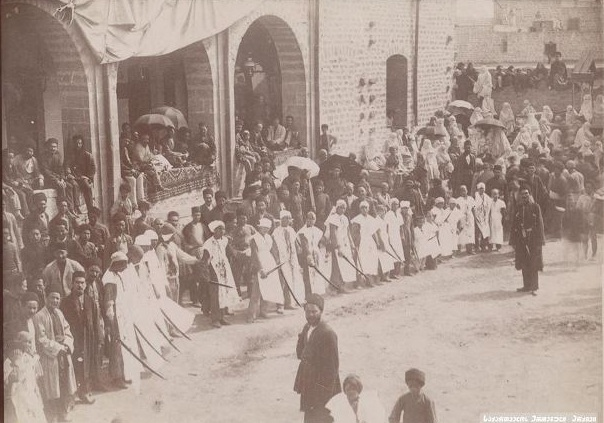
Аналогичное шествие бакинских мусульман с саблями для самобичевания в день траура Ашура (фото 1910-х годов)
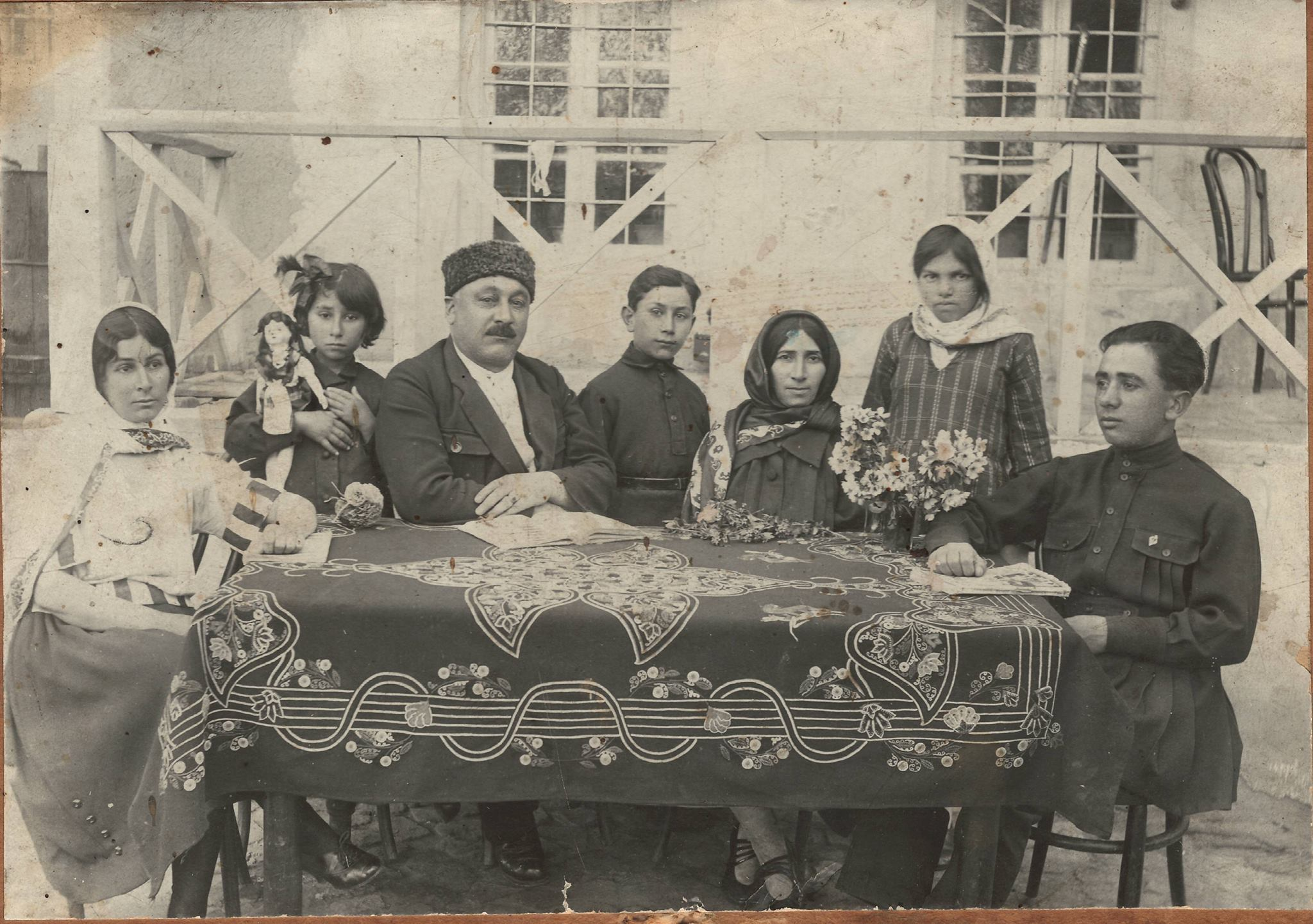
Нахичеванское общество 1920-х годов: вдова Алирзы Сакина-ханум (сидит слева) в отцовском доме Мамедовых (Нахичевань 1927 год)